# Гней Домиций Калвин
Вижте пояснителната страница за други личности с името Гней Домиций Калвин.
Гней Домиций Калвин (на латински: Gnaeus Domitius Calvinus) e политик на късната Римска република.

## Произход и политическа кариера
Произлиза от благородническата фамилия Домиции, клон Калвин. Син е на Марк Домиций.
През 62 пр.н.е. е легат на Луций Валерий Флак в Азия, през 59 пр.н.е. е народен трибун, а от 56 пр.н.е. претор.
През 54 пр.н.е. Калвин кандидатства за консул с още трима други – Гай Мемий, Марк Валерий Месала Руф и Марк Емилий Скавър и през юли 54 пр.н.е. участва в подкупа на избиратели в борбата за нови консули. До края на годината изборите не могат да се състоят. Трибун Гай Мемий го дава на съд за подкупи. Следва няколко месечен интеррегнум. За 53 пр.н.е. е избран за консул заедно с Марк Валерий Месала Руф. Службата си започват едва през юли 53 пр.н.е. Когато консулите искат да изберат техните наследници, по тях хвърлят камъни и ги раняват и те не могат да проведат изборите по време на мандата си.
По време на гражданската война 49 – 45 пр.н.е. участва на страната на Юлий Цезар и е един от командващите в битката при Фарсала. През 47 пр.н.е. става управител на Мала Азия. През 45 пр.н.е. Калвин става понтифекс.
На сутринта на 15 март 44 пр.н.е., малко преди неговото убийство, Цезар се среща в къщата на Калвин с профета Спурина. След убийството на Цезар през 44 пр.н.е., той е на страната на Октавиан.
През 40 пр.н.е. e за втори път консул. Колега му е историкът Гай Азиний Полион. Те не служат до края на годината и за суфектконсули са избрани Луций Корнелий Балб Стари и Публий Канидий Крас.
От 39 до 36 г. пр.н.е. Калвин е управител на цяла Испания и води няколко войни. За успехите му е наречен император и на 17 юли 36 пр.н.е. празнува триумф в Рим. Калвин строи с пари от плячката на мястото на изгорялата сграда къщата на pontifex maximus, на Регия, на Форум Романум. Той е и в колегията на Арвалските братя през 20 пр.н.е.